# Коликео, Хусто
Хусто Коликео (ок. 1838 — 13 октября 1876) — вождь племени бороано-мапуче, который возглавлял важную фракцию «дружественных индейцев» аргентинского правительства в период с 1871 по 1876 год.

## Биография
Родился в 1838 году. Старший сын индейского вождя и военного лидера Игнасио Коликео (1786—1871). Потомок арауканского токи Кауполикана (? — 1558), героя сопротивления испанским конкистадорам.
Его считали могучим воином, и также считается, что он был посвящен в мачи — то есть колдуна — в Тандиле. Он также был хорошим охотником и прекрасным наездником. Его авторитет был неоспорим, и именно по этой причине он стремился стать преемником своего отца, вступая в конфликт со своим дядей Ранинкео, который годами ждал возможности взять на себя управление народом старого вождя. Решением спора стало перемещение трети коренных жителей Лос-Тольдос под командование Ранинкео, который поселился в районе Вейнтисинко-де-Майо.
Он проявил выдающиеся действия в качестве руководителя «дружественных индейцев» — в звании подполковника — во время действий против Ранкель, особенно когда в 1866 году они разграбили поля коренных жителей Лос-Тольдоса, после чего он преследовал их и сумел вернуть почти все украденное.
Он был женат на «индеанке-христианке» Росе Науэльпан, которая умерла от оспы в 1865 году. Разъяренный желанием найти человека, ответственного за её смерть, он обратился к ясновидящему племени, который обвинил одну из жен его отца. Затем Хусто Коликео ворвался на ранчо, где он жил, и в его присутствии убил обвиняемую. Инцидент не повредил еего отношениям со старым вождем, но мог стать причиной его сильной эмоциональной нестабильности.
После смерти отца в 1871 году он стал лидером своего племени и возглавлял войска «дружественных индейцев» в кампаниях против индейцев пампасов, ранкель и салинерос. Его младший брат Симон, а возможно, и он сам, участвовали в битве при Сан-Карлос-де-Боливар, в которой касик пампасов Кальфукура был полностью разгромлен. В сентябре того же года ему пришлось столкнуться с нападениями со стороны отрядов вождей Пинсена и Намункуры.
Вскоре после этого, в конце долгой, наполненной алкоголем вечеринки, группа коренных жителей, подчинявшихся Кальфукуре и Пинсену, похитила всех «дружелюбных индейцев» Коликео. Всех — от вождей до последних детей — заставили идти в сторону Салинаса. Через несколько дней их настигли войска Аталивы Роки и Франсиско Борхеса. Хусто Коликео сообщил военным, что их похитили, и, несмотря на решимость Роки взять их в плен, чтобы сохранить земли Лос-Тольдос, Борхес приказал освободить их и доставить обратно в деревню. Ситуация не улучшилась и в последующие месяцы: некоторые индейцы, враги из группы Мануэля Гранде, укрылись в Лос-Тольдосе, предположительно, чтобы присоединиться к силам дружественных индейцев; Однако военные лидеры, такие как Аталива Рока и Иларио Лагос (сын), не поверили в это и, посчитав это начинающимся восстанием, атаковали город. Коликео был на грани ареста военных лидеров и передачи их Мануэлю Гранде, но им в конце концов удалось договориться с Лагосом и урегулировать свои разногласия.
В результате соглашения с Лагосом Хусто Коликео избавился от бывших улан Мануэля Гранде и других людей Пинсена, которые были отправлены в другие военные места. Но как только Лагос уехал, Борхес и Рока обвинили вождя в переговорах с людьми Намункуры и арестовали его вместе с восемью другими его вождями. Хусто Коликео покорно сдался, что разозлило Борхеса, который признался, что намеревался убить их.
Хусто Коликео был отправлен в качестве пленника на остров Мартин-Гарсия. Его психическое здоровье значительно ухудшилось, и он провел почти год в больнице в Буэнос-Айресе. Его брат Симон принял на себя командование своим народом, включая военное командование в составе аргентинской армии . Он вновь обрел свободу в сентябре 1874 года благодаря усилиям своего брата, епископа Леона Федерико Анейроса и полковника Мануэля Байгоррии, которые гарантировали, что он не присоединится к революции Бартоломео Митре, которая была объявлена на октябрь. Действительно, когда разразилась митристская революция, её сторонникам удалось силой вывезти из племени Коликео лишь нескольких коренных жителей, которые через несколько дней дезертировали и вернулись в Лос-Тольдос.
В июне 1875 года Хусто Коликео решил восстать против аргентинского правительства, намереваясь отомстить за годы заключения и жестокое обращение со стороны военачальников, таких как Борхес и Рока: примерно с пятьюдесятью уланами он вошел в сельскую местность нынешней провинции Ла-Пампа, в то время как Симон находился далеко, столкнувшись с Мануэлем Намункурой. Он вновь появился в октябре 1875 года, возглавляя около двух тысяч вооруженных копьями индейцев разного происхождения, многие из которых разбежались после наступления Намункуры, которое к тому времени уже отступало, и были готовы вторгнуться на границу. Он попытался подчинить себе своих людей из Лос-Тольдоса, но они приготовились к обороне по приказу Симона Коликео. 9 октября во время битвы при Тапера-де-Диас он вместе с людьми Пинсена был близок к взятию города. Небольшой отряд солдат, недавно прибывший из Брагадо, вошел в город под звуки небольшого военного оркестра, поэтому Хусто Коликео решил, что это авангард армейской дивизии, и решил не атаковать, отступив с добычей. На следующий день полковник Рока прибыл в Лос-Тольдос и был явно расстроен тем, что коренные жители не перебили друг друга.
Во время отступления Хусто Коликео обрушил свою ярость на всех, кто был с ним, и пообещал отомстить и вернуть Лос-Тольдос. Спустя несколько дней он потребовал, чтобы его воины сопровождали его обратно в Лос-Тольдос, где он планировал поселиться со своей семьей. Когда его копейщики отказались, он сел на коня и отправился в путь один. Тогда Пинсен приказал его схватить и умервить. Его доставили 13 октября, и он яростно защищался. После продолжительной борьбы им наконец удалось убить его.
Его младший брат Симон Коликео уже сменил его на посту командующего городом и военного командования батальоном дружественных индейцев.